# James Evans (Missionar)

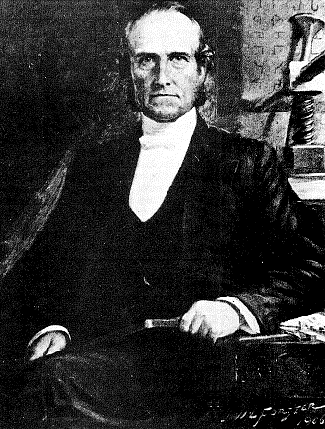
James Evans

James Evans (* 18. Januar 1801 in Kingston upon Hull, Großbritannien; † 23. November 1846 in Keelby, Großbritannien) war ein methodistischer Missionar und Pastor in Kanada und Amateur-Linguist.
Evans wurde im nordenglischen Kingston upon Hull geboren und emigrierte 1820 nach Kanada. Er missionierte an der Hudson Bay und erfand für die Sprache des Ojibwe-Stammes 1840 eine eigene Schrift. Evans experimentierte kurz mit dem lateinischen Alphabet, dann gab er dies auf zugunsten einer Silbenschrift, bei der er sich vermutlich von der Pitman-Kurzschrift inspirieren ließ. Diese Schrift bestand aus neun Zeichen, die durch Drehung in vier Richtungen die verschiedenen Vokale wiedergeben konnten. Später modifizierte er die Schrift leicht, um sie auch für die Sprache des Cree-Stammes anwenden zu können. Beide Schriften wurden schnell von den Indianern angenommen (siehe Cree-Schrift).